# Мартиненко Андрій Анатолійович
Андрій Анатолійович Мартиненко (нар. 18 липня 1978) — український футболіст, захисник та півзахисник. У Вищій лізі України виступав за кіровоградську «Зірку» та олександрійську «Поліграфтехніку».

## Життєпис
Вихованець олександрійських ДЮСШ-2 та «Кристал». Футбольну кар'єру розпочав у сезоні 1994/95 році виступами в аматорському чемпіонаті України за олександрійську «Поліграфтехніку-Кристал» (6 матчів). Після декількарічної паузи грав за аматорські колективи «Мортира» (Калинівка) та «Сула» (Лубни). У 1999 році перебував у заявці першолігової «Поліграфтехніки», проте в складі олександрійської команди не зіграв жодного офіційного поєдинку.
Під час зимової перерви сезону 1999/00 років переїхав до обласного центру Кіровоградської області, де уклав договір з місцевою «Зіркою». У футболці кіровоградського клубу дебютував 18 березня 2000 року в програному (0:2) виїзному поєдинку 2-о туру Вищої ліги проти запорізького «Металурга». Андрій вийшов на поле на 85-й хвилині, замінивши Олександра Соболя. У вищій лізі чемпіонату України зіграв 5 матчів, проте за підсумками сезону 1999/00 років «Зірка» вилетіла до Першої ліги. Окрім цього, у сезоні 1999/00 років зіграв 11 матчів у футболці фарм-клубу кіровоградців «Зірки-2». Дебютним голом у професіональній кар'єрі відзначився 5 жовтня 2010 року на 66-й хвилині нічийного (1:1) домашнього поєдинку 12-о туру Першої ліги проти олександрійської «Поліграфтехніки». Мартиненко вийшов на поле в стартовому складі та відіграв увесь матч. 
Напередодні старту сезону 2001/02 років повернувся до «Поліграфтехніки». Дебютував у футболці олександрійського клубу 7 липня 2001 року в програному (0:5) виїзному поєдинку 1-о туру Вищої ліги проти київського «Динамо». Андрій вийшов на поле в стартовому складі, на 31-й хвилині отримав жовту картку, а на 46-й хвилині його замінив Олександр Соболь. У сезоні 2001/02 років у складі «Поліграфтехніки» зіграв 10 матчів у Вищій лізі та 1 поєдинок у кубку України. З липня по серпень 2001 року також провів 3 матчі в Першій лізі за кіровоградську «Зірку». Сезон 2002/03 років також провів у складі «Зірки» та «Олександрії», але тепер здебільшого виступав за кіровоградський клуб. У футболці ж олександрійців відіграв по одному поєдинку у Вищій лізі та кубку країни. Також зіграв 1 матч у складі білоцерківської «Росі». Сезон 2003/04 років відіграв у кіровоградській «Зірці», також виступав в оренді в южноукраїнській «Олімпії ФК АЕС».
Напередодні старту сезону 2004/05 років повернувся до олександрійського клубу, який змінив назву на ПФК «Олександрія». Дебютував за олександрійців після свого повернення 24 липня 2004 року в нічийному (0:0) виїзному поєдинку 1-о туру групи Б другої ліги проти «Кримтеплиці». Мартиненко вийшов на поле в стартовому складі та відіграв увесь матч. У першій частині сезону відправився в оренду до франківського «Спартака», проте в команді не провів жодного офіційного поєдинку. Натомість виступав у другій лізі у складі фарм-клубу франківців, «Спартака-2» (Калуш). Під час зимової перерви сезону 2004/05 років відправився в оренду до іншого олександрійського клубу, МФК «Олександрія». У футболці «муніципалів» дебютував 6 квітня 2005 року в нічийному (1:1) домашньому поєдинку 18-о туру групи В Другої ліги проти маріупольського «Іллічівця-2». Андрій вийшов на поле в стартовому складі та відіграв увесь матч. У сезоні 2004/05 років зіграв 4 матчі в чемпіонаті та 1 поєдинок у кубку країни за «професіоналів», а також 11 поєдинків у Другій лізі за «муніципалів». По завершенні контракту з ПФК «Олександрією» перейшов на постійній основі до МФК «Олександрії», де відіграв другу частину сезону 2005/06 років (8 матчів у Другій лізі). По завершенні сезону закінчив професіональну кар'єру.
Потім виступав за аматорські клуби «Холодний Яр», УкрАгроКом (с. головківка), «Локомотив» (Знам'янка), «Сатурн» (с. Червона Кам'янка) та ФК «Долинська». У 2013 році тренував дітей у клубі «Аметист-2001» (Олександрія).